# Heinrich Rheinstrom
Heinrich Rheinstrom, später Henry Rheinstrom (geboren 15. April 1884 in Kaiserslautern; gestorben 30. Dezember 1960 in New York City), war ein deutsch-amerikanischer Rechtsanwalt.

## Leben
Heinrich Rheinstrom war der Sohn des Druckereibesitzers Simon Rheinstrom und der Lina Straus. Er heiratete 1912 Clarisse Niedermeier, sie hatten eine Tochter. Rheinstrom studierte Rechts- und Staatswissenschaften in Würzburg, München und Berlin und wurde 1906 mit der Dissertation Die Kanäle von Suez und Panama in Würzburg promoviert. Er war Soldat im Ersten Weltkrieg und wurde als Offizier mehrfach ausgezeichnet.
Nach dem zweiten Staatsexamen 1909 führte er eine Kanzlei für Wirtschafts- und Steuerrecht in München und verfasste auf diesen Gebieten zahlreiche Publikationen. Rheinstrom war ab 1916 Honorarprofessor an der TH München. Rheinstrom war Aufsichtsratsmitglied bei Industrieunternehmen und Eisenbahngesellschaften des In- und Auslandes. Von 1923 bis 1926 gehörte er dem Vorstand der Jüdischen Gemeinde München an. 
Nach Plünderung seiner Kanzlei durch SA-Männer im März 1933 kehrte er von einer Auslandsreise nicht zurück. Am 14. April 1937 wurden er und seine Familie vom Deutschen Reich ausgebürgert.
Bis 1939 führte er gemeinsam mit Frederick Alexander Mann und Alfred Werner eine Anwaltsfirma in Paris und London. 1936 bis 1939 lehrte er Internationales Recht an der Freien Deutschen Hochschule in Paris.
1939 floh er mit der Familie weiter in die USA, wo er in New York City als Wirtschaftsjurist und Aufsichtsratsmitglied amerikanischer Industrieunternehmen arbeitete. Er wurde Mitglied der „Association of Bar of City of New York“. Außerdem wurde er Mitglied der Academy of Political Science, der International Law Association (London) und der Rotarier. 
Zusammen mit Konrad Wolff veröffentlichte er 1939 die Schrift L'influence du régime national-socialiste sur le droit privé allemand (Der Einfluss des nationalsozialistischen Regimes auf das deutsche Privatrecht), die 2015 erstmals ins Deutsche übersetzt wurde.

## Schriften (Auswahl)
- Die Kanäle von Suez und Panama: Eine völkerrechtliche Studie.  Leipzig: R. Noske, 1906. Dissertation Würzburg 1906
- mit  Ludwig Quidde: Wie gebe ich meine Steuererklärung ab? Ein Leitfaden für den Steuerpflichtigen. München: Beck, 1912
- Gesetz über einen einmaligen außerordentlichen Wehrbeitrag vom 3. Juli 1913. 1914
- Besitzsteuergesetz vom 3. Juli 1913. 1916
- Ausführungsbestimmungen vom 30. November 1916 zum Besitzsteuergesetz vom 3. Juli 1913 nebst dem Gesetz vom 9. November 1916.  1917
- Gesetz über einen Warenumsatzstempel vom 26. Juni 1916. 1917
- Goldmarkbilanzen. 1924
- Das Neue Aktienrecht. Handkommentar zum ersten Teil der Verordnung des Reichspräsidenten vom 19. September 1931 über Aktienrecht und Bankenaufsicht. 1932
- Die Holding-Gesellschaft nach dem Rechte des Fürstentums Monaco. 1936
- Die völkerrechtliche Stellung der internationalen Kanäle. 1937
- Die Holding-Gesellschaft nach den Rechten der internationalen Zone von Tanger, der Republik Panama und des britischen Dominiums Canada. 1939
- L'influence du régime national-socialiste sur le droit privé allemand. 1939
  - Der Einfluss des nationalsozialistischen Regimes auf das deutsche Privatrecht. Übersetzung Jan Gehlsen. Berlin : BWV, 2015
- Tagebuch 1914 bis 1926, Manuskript bei Center for Jewish History (CJH)